# Bún suông
Bún suông còn được gọi là bún đuông. Món ăn có xuất xứ từ Trà Vinh. Sở dĩ món ăn này có tên gọi như vậy là xuất phát từ chả tôm vừa tươi ngon và mềm mịn được tạo hình như những con đuông. Sự hấp dẫn của món này chính là nước lèo mang đậm chất Trà Vinh. Nước lèo không trong mà có màu nâu đậm, bởi được thêm một ít me và tương hạt vừa tạo nên vị ngọt thanh lại vừa thoang thoảng hương thơm của tương rất hấp dẫn. Món này hiện đang được ưa chuộng ở các tỉnh miền Nam, đặc biệt là Thành phố Hồ Chí Minh. Là một trong 10 món ngon được Tổ chức kỷ lục Việt Nam đề cử đạt giá trị ẩm thực châu Á lần thứ 2 năm 2013.

## Nguyên liệu
- Xương lợn, củ cải trắng, tôm khô, tôm, muối, hạt nêm, dầu điều, hạt tiêu, tỏi, hành khô, bột năng, thịt ba chỉ, bún, me, tương hạt, nước mắm, hành phi, chanh, ớt rau mùi, hành lá.

## Cách làm
1. Xương lợn rửa sạch, đun nồi nước sôi cho xương lợn vào luộc khoảng 3 phút, sau đó đem rửa lại với nước lạnh cho thật sạch. Cho xương lợn vào nồi, thêm tôm khô, củ cải gọt vỏ cắt khoanh tròn rửa sạch, đun sôi, thỉnh thoảng hớt bỏ bọt cho nước dùng được trong. Đun khoảng 2 tiếng.
2. Bóc bỏ vỏ tôm, rút chỉ đen, ngâm tôm vào tô nước muối pha loãng, ngâm khoảng 15 phút sau đó rửa lại cho thật sạch, để tôm lên rổ cho thật ráo nước. Tỏi, hành khô bóc vỏ, băm sơ. Tôm ướp với nước mắm. Sau đó cho tôm vào máy xay, xay thật mịn hoặc có thể băm nhuyễn tôm và trộn lẫn với tỏi, hành khô đã băm. Cho tôm vào tô sạch, thêm hạt tiêu, nhỏ màu dầu điều (để tạo màu), cho thêm muối, hạt nêm, bột năng rồi trộn đều, dùng thìa quết nhiều lần để tôm được dai. Sau đó dùng màng thực phẩm bọc kín cho vào tủ đông khoảng 2 tiếng. Phần tôm sau khi ướp, bạn lấy ra dùng thìa quết nhuyễn một lần nữa để tôm được dai. Cho tôm vào túi nilon sạch, cắt đầu bao.
3. Thịt ba chỉ rửa sạch, cho vào nồi luộc chín.
4. Nồi nước dùng sau khi xương mềm, lọc lại lấy phần nước hầm. Sau đó thêm một ít me và tương hạt. Khi nồi nước dùng sôi, bạn dùng tay nặn phần tôm vào nồi nước dùng, phần chả tôm dài hay ngắn tùy theo sở thích của bạn, làm cho hết phần tôm. Tiếp tục đun khoảng 5-10 phút, đến khi phần tôm chín, nổi lên bề mặt, nêm nếm lại tùy theo sở thích.
5. Khi dùng, xếp bún vào tô, thêm ít lát thịt ba chỉ. Chan nước dùng và cho phần chả tôm vào, rắc hành lá, rau mùi, thái nhỏ lên bề mặt và cuối cùng là hành phi, trộn đều lên dùng nóng.

## Món ăn kèm
- Tương đen và rau sống các loại như: rau muống, bắp chuối, giá, xà lách xoăn, kinh giới, húng thơm, húng quế...